# Fukushū o Koinegau Saikyō Yūsha wa, Yami no Chikara de Senmetsu Musō Suru
Fukushū o Koinegau Saikyō Yūsha wa, Yami no Chikara de Senmetsu Musō Suru (Originaltitel: 復讐を希う最強勇者は、闇の力で殲滅無双する) ist eine zweiteilige Light-Novel-Reihe aus der Feder von Manimani Ononata, die seit Februar 2019 beim japanischen Verlag Shūeisha erscheint. Das Werk ist in den Gattungen Dark Fantasy, Horror und Splatter zu verorten.
Ononata startete eine Umsetzung als Mangaserie, die ebenfalls seit Februar 2019 bei Shūeisha in Japan erscheint. In Frankreich erscheint der Titel seit 2022 unter dem Titel The Brave Wish Revenging beim Verlag Delcourt.
Die Geschichte handelt von dem Helden Raul Evans, der nach seinem Sieg über die Herrscherin der Dämonen von der Prinzessin des Königreichs beschuldigt wird, ein ganzes Dorf niedergemetzelt zu haben und zum Tode verurteilt wird. Vor der Vollstreckung des Todesurteils schwört er, sich an seinen Peinigern zu rächen.

## Handlung
Der Held Raul Evans und seine Gruppe werden vom König des Königreichs Kurtz ausgesandt um die Herrscherin der Dämonen zu besiegen. Nachdem die Gruppe bestehend dem Helden Raul, dem Erzmagier Wendel Blackwood und der Hohepriesterin Cristiana den Auftrag erfolgreich abgeschlossen haben, wird Raul von der königlichen Garde in Gewahrsam genommen und wegen Massenmordes inhaftiert. Er soll sein eigenes Heimatdorf ausgelöscht haben.
Kurz vor dem Prozessbeginn offenbart Wendel, dass er sich mit dem Helden nur zusammengetan habe, um von seiner Macht zu profitieren und selbst Status zu erlangen. Auch gibt er zu, Rauls Heimat niedergemetzelt und seine Familie ausgelöscht zu haben. Aber nicht nur Wendel hat ihn hintergangen: Auch die Hohepriesterin Cristiana, die ihren Titel ausnutzt um ahnungslose und verzweifelte Menschen mit dem Versprechen „Erlösung zu finden“ zu verführen, ist in den Plan involviert. Letztendlich ist es aber die Prinzessin Victoria, die Raul auf ihre sadistische Art gefügig und zu ihrem Ehemann machen will, die die Fäden zieht. Als Raul sich weigert, die Prinzessin zu heiraten, wird dieser zum Tode verurteilt. Während er auf dem Scheiterhaufen verbrennt schwört Raul Rache an seinen Peinigern und allen anderen, die mit diesen in Verbindung stehen.
Die Göttin der Liebe hat Gefallen an ihm gefunden und gewährt seinen Wunsch, ihn wieder zu beleben. Allerdings kommt das mit einem Preis, denn die Auferstehung von Verstorbenen verstößt gegen das göttliche Recht. So muss die Göttin für jede Reinkarnation des Helden ein Körperteil von sich als Opfergabe darbieten. Auch entfesselt die Göttin, geblendet von ihrer Zuneigung, Rauls dunkle magische Kraft.
Ein Jahr nach den Geschehnissen, die zum Tod des Helden führten, soll Prinzessin Victoria mit einem Prinzen des Nachbarlandes vermählt werden, sehr zu ihrem Missfallen. Doch während der Hochzeitszeremonie taucht Raul, verkleidet als Priester, auf und richtet ein Blutbad an bei der auch Victoria verletzt wird. Die königliche Ritterin Sandra offenbart im Zorn, dass sie und ihre Ritter die Bewohner des Heimatdorfes des Helden auf Befehl der Prinzessin auf bestialichste Art foltern und umbringen sollten. Raul kündigt an, dass er ans Schloss zurückkehren werde sobald die Verletzungen Victorias verheilt sind.
Währenddessen beginnt er seine Rache an den anderen Untergebenen der Prinzessin zu verüben. So etwa an General Brown, der wahllos Menschen getötet und verspeißt hat, und dessen Familie, dem Forscherteam um Professorin Beneke, die Drogen in Menschenversuchen testen, sowie an seine ehemaligen Mitstreiter Wendel und Cristiana. Letztere wird als Hexe zum Tode auf dem Scheiterhaufen verurteilt und bei lebendigem Leib verbrannt. Ihr Kreuz stellt er neben das von Victoria, an der er sich zwischenzeitlich ebenfalls gerächt hat. Dabei wird er von einem Pfeil mit Lichtmagie getroffen und schließlich von Theodorá, der Schwester der Dämonenkönigin auf grausamste Art umgebracht. Theodorá und Raul hatten kurz zuvor noch zusammengearbeitet um Rache an Wendel und einem Sklavenhändler zu üben.
Raul bittet die Göttin der Liebe, die zwischenzeitlich einen Arm geopfert hat, ihn vor die Pforten der Hölle zu bringen. Dort trifft er auf Cristiana, die nach wie vor fest im Glauben ist, durch ihre Taten in den Himmel zu gelangen. Raul kann die Heilmagierin überlisten und bringt sie in die Hölle, wo er sie mit ihren Schandtaten konfrontiert und ihr anhand der von ihr „erlösten“ Personen zeigt, dass diese keineswegs in den Himmel gekommen sind. Anfangs kann sie den Worten des Helden widerstehen. Dies ändert sich als Cristiana ihre verstorbenen Eltern sieht, die damals auf ihren Befehl hin Suizid begangen haben. Anfangs noch als Trugbild bezeichnet, stellen sich die beiden Untoten tatsächlich als ihre Eltern heraus, die in der Hölle einen Hass auf ihre Tochter entwickelt haben. Cristiana verliert die Fassung und versucht den Helden mit ihrer Lichtmagie zu attackieren, muss aber feststellen, dass diese in der Hölle nicht gewirkt werden kann. Als Raul Cristiana ihr die Göttin der Liebe zeigt, die neben einem Arm auch einen Augapfel verloren hat und sich als perverse Masochistin entpuppt, behauptet diese, dass diese niedere Frau nicht ihre Göttin sei, wodurch sie ihren göttlichen Schutz gänzlich verliert und von den Untoten, die sie zu deren Lebzeiten verführt hat, umzingelt wird.
Da Raul die Hölle nicht mehr verlassen kann, beschließt er, sich mit dem Gott der Hölle zu duelieren, da er plant, neben den Menschen auch die Götter auszumerzen, die ihn verlassen haben. Er befiehlt der Göttin der Liebe eine magische Waffe aus dem Götterreich zu stehlen, mit der man in der Lage ist, selbst einen unsterblichen Gott zu töten. Raul kann den Prüfungen des Totengottes standhalten und diesen zur Aufgabe zwingen. Er offenbart, dass er den Gott der Hölle umbringen werde, da dieser das einfachste Ziel sei und als erstes den Glauben an ihn als Helden verloren hat.

## Medien

### Light Novel
Manimani Ononata veröffentlichte den Roman am 12. Oktober des Jahres 2018 auf der Plattform Shōsetsuka ni Narō. Aufgrund der im Werk beschriebenen Gewaltdarstellungen wurde dieser von der Seite entfernt, da Bedenken geäußert wurden, das Werk könne gegen die Richtlinien der Plattform verstoßen. Im Oktober des Jahres 2018 belegte das Werk den ersten Platz im seiteninternen Ranking.
Im Februar und September des Jahres 2019 wurden zwei Romanbände über den Verlag Shūeisha veröffentlicht. Ein dritter Band folgte im Juni des Jahres 2022. In Südkorea erschien der Titel zwischen November 2022 und Juni 2023 bei S Novel Plus.
| Band | Veröffentlichung (Japan) | ISBN (Japan)            |
| ---- | ------------------------ | ----------------------- |
| 1    | 08. Februar 2019         | ISBN 978-4-08-704019-7. |
| 2    | 10. September 2019       | ISBN 978-4-08-704022-7. |
| 3    | 10. Juni 2022            | ISBN 978-4-08-704027-2. |
| 4    | 08. März 2024            | ISBN 978-4-08-704028-9. |

### Manga
Manimani Ononata startete am 4. Februar des Jahres 2019 die Umsetzung als Web-Manga auf der Internetseite Nico Nico Video. Die Zeichnungen stammen von Akira Sakamoto basierend auf dem Charakterdesign von Kōya, der Illustrationen in der Light Novel anfertigte.
Der Verlag Shūeisha veröffentlicht die Mangareihe im Tankōbon-Format. Bis August des Jahres 2023 wurden zehn Bände als Buch und E-Book auf dem Markt gebracht. Am 25. März 2022 gab der französische Verleger Delcourt bekannt, den Manga in französischer Sprache zu veröffentlichen. In Südkorea wurde der Manga im September des Jahres 2022 bei Somi Media veröffentlicht.
| Band | Veröffentlichung (Japan) | ISBN (Japan)            |
| ---- | ------------------------ | ----------------------- |
| 1    | 19. September 2019       | ISBN 978-4-08-891352-0. |
| 2    | 19. Mai 2020             | ISBN 978-4-08-891508-1. |
| 3    | 16. Oktober 2020         | ISBN 978-4-08-891720-7. |
| 4    | 18. März 2021            | ISBN 978-4-08-891840-2. |
| 5    | 18. August 2021          | ISBN 978-4-08-892070-2. |
| 6    | 19. Januar 2022          | ISBN 978-4-08-892205-8. |
| 7    | 17. Juni 2022            | ISBN 978-4-08-892353-6. |
| 8    | 17. November 2022        | ISBN 978-4-08-892523-3. |
| 9    | 17. März 2023            | ISBN 978-4-08-892656-8. |
| 10   | 18. August 2023          | ISBN 978-4-08-892857-9. |
| 11   | 19. Dezember 2023        | ISBN 978-4-08-893102-9. |
| 12   | 18. April 2024           | ISBN 978-4-08-893199-9. |
| 13   | 18. Oktober 2024         | ISBN 978-4-08-893467-9. |
| 14   | 17. Januar 2025          | ISBN 978-4-08-893526-3. |
|      |                          |                         |